# Chadrac Akolo
Chadrac Akolo Ababa (* 1. April 1995 in Kinshasa) ist ein kongolesischer Fußballspieler.

## Karriere

### Vereine
Chadrac Akolo wurde in der zairischen Hauptstadt Kinshasa geboren und folgte seinen Eltern und Geschwistern 2009 als Flüchtling aus der Demokratischen Republik Kongo in die Schweiz. Er spielte ab 2010 in der Jugend des FC Bex und ging zwei Jahre später zum FC Sion. Im Februar 2016 wurde Akolo von Sion bis zum Saisonende an Neuchâtel Xamax in die zweitklassige Challenge League verliehen.
Am 9. Juli 2017 wechselte Akolo zum VfB Stuttgart und unterzeichnete bei den Schwaben einen bis Juni 2021 datierten Vertrag. Sein Ligadebüt für den VfB gab er am 19. August 2017 am 1. Spieltag der Saison 2017/18 gegen Hertha BSC. Sein erstes Bundesligator erzielte er am 10. September 2017 (3. Spieltag) bei der 1:3-Niederlage im Auswärtsspiel gegen Schalke 04 mit dem Treffer zum 1:1 in der 41. Minute.
Ende Juli 2019 wechselte Akolo zum französischen Erstligisten SC Amiens. Offiziell wurde er zunächst für ein Jahr ausgeliehen, nach dem eine Kaufpflicht greift. Akolo unterschrieb beim SC Amiens einen Vertrag mit einer Laufzeit bis zum 30. Juni 2023.
In der Wintertransferphase der Saison 2020/21 wechselte der Kongolese auf Leihbasis bis Saisonende zum deutschen Zweitligisten SC Paderborn. Danach kehrte er nach Amiens zurück.
2022 kehrte Akolo in die Schweiz zurück, wo er sich dem FC St. Gallen anschloss.

### Nationalmannschaft
Nachdem Akolo zunächst einen Verbandswechsel in Erwägung zog und die Schweizer Staatsbürgerschaft beantragt hatte, entschloss er sich im Sommer 2017 endgültig dazu, für die Nationalmannschaft der Demokratischen Republik Kongo zu spielen. In der Qualifikation zur Weltmeisterschaft 2018 gab er am 5. September 2017 gegen Tunesien sein Länderspieldebüt und spielte sich somit für das kongolesische Nationalteam fest.